# Santa Catarina Barahona
Santa Catarina Barahona è un comune del Guatemala facente parte del dipartimento di Sacatepéquez.
L'abitato venne fondato da Sancho de Barahona, uno degli ufficiali di Pedro de Alvarado attorno al 1530.